# Mikułowice (powiat opatowski)
Mikułowice – wieś w Polsce położona w województwie świętokrzyskim, w powiecie opatowskim, w gminie Wojciechowice.
Miejscowość leży na trasie  zielonego szlaku rowerowego im. Witolda Gombrowicza.
Prywatna wieś szlachecka położona była w drugiej połowie XVI wieku w powiecie sandomierskim województwa sandomierskiego. W latach 1975–1998 miejscowość należała administracyjnie do województwa tarnobrzeskiego.

## Części wsi
| SIMC    | Nazwa              | Rodzaj    |
| ------- | ------------------ | --------- |
| 0810242 | Duża Strona        | część wsi |
| 0810259 | Mała Strona        | część wsi |
| 0810265 | Mikułowice-Kolonia | część wsi |

Znajdują się tu także obiekty fizjograficzne o nazwach: Dworskie Pola, Na Ługach, Staw Dworski oraz Za Torem.

## Osoby związane z Mikułowicami
- Franciszek Kamiński (1902–2000) – działacz ruchu ludowego, Komendant Główny Batalionów Chłopskich[7].